# ميلر بريتن
ميلر بريتن هو رسام جداريات ‏ ورسام وفنان كندي، ولد في 12 نوفمبر 1912 في سانت جون في كندا، وتوفي بنفس المكان في 21 يناير 1968.